# NGC 4834
NGC 4834 је спирална галаксија у сазвежђу Ловачки пси која се налази на NGC листи објеката дубоког неба.
Деклинација објекта је + 52° 17' 45" а ректасцензија 12h 56m 25,1s. Привидна величина (магнитуда) објекта NGC 4834 износи 14,8 а фотографска магнитуда 15,6. NGC 4834 је још познат и под ознакама MCG 9-21-67, CGCG 270-34, PGC 44136.